# Caitlin Whoriskey
Caitlin Whoriskey (Boston, 19 februari 1988) is een tennisspeelster uit de Verenigde Staten van Amerika.
Ze begon op zesjarige leeftijd met het spelen van tennis.
In 2016 speelt zij haar eerste grandslam op de damesdubbel van de US-Open.

## Privé
Whoriskey studeerde aan de Universiteit van Tennessee, waarvoor ze uitkwam voor het college team.